# Tachybaptus
Tachybaptus és un gènere d'ocells aquàtics de la família dels podicipèdids (Podicipedidae). Aquests cabussets viuen en zones humides de gran part del Món.
El nom científic s'ha creat en combinar dos arrels grecs: Ταχύς, takhys, «ràpid» i el verb βαπτω bápto «submergir-se», doncs ocell que sap submergir-se ràpidament.

## Llistat d'espècies
Aquest gènere està format per cinc espècies, una d'elles extinta:
- cabusset del llac Alaotra (Tachybaptus rufolavatus), extint.
- cabusset comú (Tachybaptus ruficollis).
- cabusset australià (Tachybaptus novaehollandiae).
- cabusset de Madagascar (Tachybaptus pelzelnii).
- cabusset americà (Tachybaptus dominicus)